# Ordine del Leone di Finlandia
L'Ordine del Leone di Finlandia è un ordine cavalleresco della repubblica di Finlandia.

## Storia
L'Onorificenza venne fondata l'11 settembre 1942 e venne creato per non ledere il prestigio e l'esclusività dell'assegnazione dell'Ordine della Rosa Bianca, più antico e ricco di tradizioni. Ad ogni modo questa decorazione venne creata per aumentare il numero degli insigniti e riconoscere i meriti civili e militari verso la Finlandia. L'Ordine può essere concesso anche agli stranieri.
Il primo italiano a essere insignito del titolo di Cavaliere dell'Ordine del Leone di Finlandia fu Renato Cepparo.

## Classi
L'Ordine dispone delle seguenti classi di benemerenza:
- Commendatore di Gran Croce
- Commendatore di I classe
- Commendatore
- Cavaliere di I classe
- Cavaliere

| Nastri    |                       |              |                          |                            |
| Cavaliere | Cavaliere di I classe | Commendatore | Commendatore di I classe | Commendatore di Gran Croce |

## Insegne
- La medaglia dell'Ordine consiste in una croce patente smaltata di bianco e bordata d'oro, al centro della quale si trova un medaglione smaltato di rosso e bordato d'oro, riportante al centro un leone araldico finlandese in oro.
- La placca consiste in una stella raggiante d'argento al centro della quale si trova un medaglione smaltato di rosso e bordato d'oro, riportante al centro un leone araldico finlandese in oro. La stella ha dei raggi dorati nel caso della Gran Croce.
- Il nastro è rosso scuro.